# 20th Television
Pour les articles homonymes, voir Twentieth Century (homonymie) et Century.
20th Television, anciennement Twentieth Century Fox Television, est une société de production de séries télévisées qui fait partie de la division Filmed Entertainment du Fox Entertainment Group racheté en 2019 par The Walt Disney Company. Disney renomme ses filiales pour supprimer le terme Fox, et en août 2020,  Twentieth Century Fox Television devient Twentieth Television.
Parmi les productions de 20th Television, on peut citer Les Simpson, Chicago Hope : La Vie à tout prix, X-Files : Aux frontières du réel, Dharma et Greg, Ally McBeal, Buffy contre les vampires, 24 Heures chrono, The Simple Life, Malcolm et How I Met Your Mother.

## Historique
20th Century Fox Television a été fondé en 1949. À cette époque, l'entreprise était connue sous le nom de TCF Television Productions, Inc., jusqu'en 1955. TCFTV a acquis de nombreuses sociétés de production pour télévision : Metromedia en 1986, New World Communications en 1997 et MTM Enterprises en 1998. Ce dernier est d'ailleurs le distributeur actuel de la plupart des émissions produites par la Fox et elle-même.
Depuis 1986, TCFTV a été utilisé comme pôle de production non officiel pour les réseaux de télévision Fox (Fox Television Studios étant considéré comme filiale de production officielle), produisant ainsi la majeure partie des séries diffusé, y compris Les Simpson. Elle a aussi produit les deux premières séries diffusée sur le réseau Fox MyNetworkTV : Desire et Fashion House.
De 1933 à 1994, le logo de « 20th Television » a été utilisé par 20th Century Fox Television, bien que ce soient deux entités distinctes.
En 1992, la société 20th Television est créée pour distribuer les nombreux programmes pour la télévision.
Le 22 mars 2019, Craig Hunegs évoque dans un mémo interne la société Disney Television Studios dont il est le président et qui regroupe les activités d'ABC Studios, 20th Century Fox Television et Fox 21 mais restant indépendantes. Le 29 avril 2019, la productrice Octavia Spencer signe un contrat de 3 ans avec 20th Century Fox Television et crée son propre studio Orit Entertainment, avec son partenaire Brian Clisham.
Le 10 août 2020, à la suite de l'acquisition de la 21st Century Fox, Disney poursuit son renommage pour retirer le terme avec 20th Century Fox Television rebaptisé 20th Television et Fox 21 Television Studios qui reprend le nom Touchstone Television inutilisé depuis 2007,,,.

## Identité visuelle

Logo de 20th Century Fox Television
Logo de 20th Television

## Liste des productions de 20th Television

### Émissions télévisées
- 1988 -... : America's Most Wanted (émission)
- 1989 -... : COPS (émission)
- 1999 - 2000 : Greed (jeu)
- 2000 : Super Greed (jeu)
- 2007 - 2008 : Temptation (jeu télévisé) (coproduction with FremantleMedia North America) (jeu)
- 2010 -... : Destination Vérité (Destination Truth) (reportage)

### Téléfilms
- 1956 : The Forest Ranger
- 1956 : Operation Cicero
- 1965 : Sally & Sam
- 1967 : Batgirl
- 1968 : Braddock
- 1968 : European Eye
- 1969 : City Beneath the Sea
- 1969 : David Copperfield
- 1969 : Anderson and Company
- 1969 : The Film Flam Man
- 1969 : Daughter of the Mind
- 1969 : Honeymoon with a Stranger
- 1969 : The Desperate Mission
- 1970 : Along came a Spider
- 1970 : The Challenge
- 1970 : The Kowboys
- 1970 : Southern Fried
- 1970 : Three Coins in the Fountain
- 1970 : Prudence and the Chief
- 1970 : Tribes
- 1971 : Paper Man
- 1971 : Mr. and Mrs. Bo Jo Jones
- 1971 : They Call it Murder
- 1971 : Dead Men Tell no Tales
- 1972 : The CBS Late Movie
- 1972 : When Michael Calls (en)
- 1972 : Fireball Forward
- 1972 : Oh, Nurse!
- 1972 : Puirsuit
- 1973 : Incident on a Dark Street (en), téléfilm de Buzz Kulik
- 1973 : Going Places
- 1973 : RX For Defense
- 1973 : The Barbara Eden Show
- 1973 : Terror on the Beach
- 1973 : Ordeal
- 1973 : Blood Sport
- 1973 : Miracle sur la 34e rue
- 1973 : The Borrowers
- 1974 : Mrs. Sundance
- 1974 : If I Love You, Am I Trapped Forever?
- 1974 : Remember When
- 1974 : Big Rose: Double Trouble
- 1974 : A Tree Grows in Brooklyn
- 1974 : Fred Astaire Salutes the Fox musicals
- 1974 : The Mark of Zorro (Le Signe de Zorro)
- 1974 : The Red Badge of Courage
- 1975 : The Trial of Chaplin Jensen
- 1975 : Adventures of the Queen
- 1975 : At Long Last Cole
- 1975 : The Swiss Family Robinson
- 1975 : A Girl Named Sooner
- 1976 : State Fair
- 1976 : Our Man Flint: Dead on Target
- 1976 : Time Travelers
- 1976 : The Cheerleaders
- 1976 : Jeremiah of Jacob's Neck
- 1976 : Wanted: The Sundance Woman
- 1976 : Sherlock Holmes in New York
- 1976 : Life Goes to the Movies
- 1977 : Raid sur Entebbe
- 1977 : A Circle of Children
- 1977 : Spectre
- 1977 : Good Against Evil
- 1977 - 1978 : James at 15 (téléfilm et série télévisée)
- 1977 : The Making of Star Wars
- 1977 : Life Goes to War: Hollywood and the Home Front
- 1977 : Murder in Peyton Place
- 1978 : Ambulances tous risques
- 1978 : A Guide for the Married Woman
- 1978 : The Nativity
- 1979 : Like Normal People
- 1980 : Swan Song
- 1980 : The Day Christ Died (en)
- 1980 : Tourist
- 1980 : The Diary of Anne Frank
- 1981 : World of Honor
- 1981 : Jacqueline Susann's Valley of the Dolls
- 1982 : Aliens from Another Planet
- 1982 : The Day the Bubble Burst
- 1982 : Tomorrow's Child
- 1982 : The Rules of Marriage
- 1982 : Sister, Sister
- 1982 : Rooster
- 1983 : Kentucky Woman
- 1983 : Love Is Forever
- 1983 : Blood Feud
- 1983 : For Love and Honor
- 1984 : Helen Keller: The Miracle Continues
- 1984 : Love thy Neighbor
- 1984 - 1985 : Espion modèle (téléfilm et série télévisée)
- 1984 : Sentimental Journey
- 1984 : The Sun Also Rises
- 1985 : Half Nelson (téléfilm et série télévisée)
- 1985 : Les Feux de l'été
- 1985 : Peyton Place: The Next Generation
- 1985 : Goodbye Charlie
- 1985 : Covenant
- 1985 : In Like Flynn
- 1985 : Murder: By Reason of Insanity
- 1985 : A Letter to Three Wives
- 1986 : Popeye Doyle
- 1986 : A Masterpiece of Murder
- 1975 : Stowaway to the Moon (en)
- 1977 : Christmas Miracle in Caufield, U.S.A.
- 1978 : Ring of Passion
- 2016 : The Rocky Horror Picture Show: Let's Do the Time Warp Again

### Séries télévisées
Liste incluant les séries de MTM Productions, société de production fondée par Mary Tyler Moore :

#### Années 1940-1960
- 1949 : Crusade in Europe
- 1955 - 1957 : The 20th Century-Fox Hour
- 1956 - 1958 : Mon amie Flicka (My Friend Flicka)
- 1956 - 1960 : La Flèche brisée
- 1957 - 1959 : How to Marry a Millionaire
- 1957 - 1959 : Man Without a Gun
- 1959 - 1963 : Dobie Gillis (The Many Loves of Dobie Gillis)
- 1959 - 1960 : La Main dans l'ombre (Five Fingers)
- 1959 - 1962 : Aventures dans les îles
- 1961 - 1962 : Follow the Sun
- 1961 - 1962 : C'est arrivé à Sunrise (Bus Stop)
- 1961 - 1962 : Margie
- 1964 - 1968 : Voyage au fond des mers (basé sur le film de 1961)
- 1964 - 1969 : Peyton Place (basé sur le film de 1957)
- 1964 - 1965 : Valentine's Day
- 1964 - 1967 : L'Homme de fer
- 1964 - 1970 : Daniel Boone
- 1965 - 1966 : The Legend of Jesse James
- 1965 - 1968 : Perdus dans l'espace
- 1965 - 1966 : The Loner
- 1966 : Blue Light
- 1966 - 1968 : Batman
- 1966 - 1967 : The Monroes
- 1966 - 1967 : The Man Who Never Was
- 1966 - ... : The Tammy Grimes Show
- 1966 - 1967 : Au cœur du temps
- 1966 - 1967 : Le Frelon vert (The Green Hornet)
- 1966 - 1969 : Brigade criminelle (Felony Squad)
- 1967 : Custer
- 1967 - 1969 : Judd for the Defense
- 1968 - 1969 : Madame et son fantôme
- 1968 - 1971 : Julia
- 1968 - 1970 : Au pays des géants
- 1968 - 1970 : Ranch L
- 1968 - ... : Journey to the Unknown
- 1969 - 1974 : Room 222
- 1969 - 1970 : Bracken's World (en)

#### Années 1970
- 1970 : The Best of Everything
- 1970 - 1971 : Nanny and the Professor
- 1970 - 1971 : L'Autobus à impériale (Here Come the Double Deckers) (coproduction avec la BBC)
- 1970 - 1972 : Arnie
- 1970 - 1977 : The Mary Tyler Moore Show
- 1971 - 1973 : Circus
- 1971 - 1972 : Sam Cade (Cade's County)
- 1972 - 1974 : Return to Peyton Place
- 1972 - 1978 : The Bob Newhart Show
- 1972 : The ABC Superstar Movie
- 1972 - 1983 : MASH (M* A* S* H)
- 1973 - 1974 : Roll Out
- 1973 - 1974 : The New Perry Mason
- 1973 - 1976 : ABC'S Wide World of Entertainment
- 1977 - 1978 : James at 15
- 1973 : Great Mysteries
- 1973 : The Starlost
- 1974 : Run, Joe, Run
- 1974 : Dinah!
- 1974 : La Planète des Singes (basée sur le film de 1968
- 1974 - 1978 : Rhoda
- 1975 : Karen
- 1975 : Oil Strike North
- 1975 - 1976 : Swiss Family Robinson
- 1975 - 1977 : Phyllis
- 1976 - 1982 : That's Hollywood
- 1977 - 1982 : Lou Grant
- 1977 - 1997 : ABC Weekend Special
- 1977 : Young Dan'l Boone
- 1978 : Husbands, Wives & Lovers
- 1978 - 1986 : The Paper Chase
- 1978 : W.E.B.
- 1979 - 1987 : Dance Fever
- 1979 : Billy
- 1979 - 1986 : Trapper John, M.D.

#### Années 1980
- 1980 : Hagen
- 1980 : The Starlost (mini-série)
- 1980 - 1981 : Breaking Away
- 1981 - 1986 : L'Homme qui tombe à pic
- 1981 : All American Ultra Quiz (mini-série)
- 1982 - 1983 et 1986 - 1988 : 9 to 5
- 1983 - 1985 : AfterMASH
- 1983 - 1984 : Scandales à l'Amirauté (Emerald Point N.A.S.)
- 1983 : Manimal (téléfilm puis série télévisée)
- 1983 - 1984 : Masquerade
- 1983 - 1984 : Automan
- 1984 : Hammer House of Mystery and Suspense
- 1985 - 1990 : Mr. Belvedere
- 1985 : Tender is the Night (mini-série)
- 1986 : Spearfield's Daughter (mini-série)
- 1986 - 1987 : Dream Girl, U.S.A.
- 1986 - 1987 : Le Magicien
- 1986 - 1989 : Petite Merveille (après avoir acquis Metromedia)
- 1986 - 1994 : La Loi de Los Angeles
- 1987 - 1990 : The Tracey Ullman Show
- 1987 - 1991 : 21 Jump Street
- 1987 - 1989 : Hooperman
- 1989 - ... : 'Les Simpson
- 1989 - 1990 : L'ange revient
- 1989 - 1992 : Anything But Love
- 1989 - 1993 : Docteur Doogie

#### Années 1990
- 1990 - 1991 : Good Grief
- 1990 - 1994 : In Living Color
- 1991 - 1992 : The Sunday Comics
- 1991 - 1993 : Guerres privées
- 1991 - 1999 : Les Dessous de Palm Beach
- 1992 - 1996 : Un drôle de shérif
- 1993 - 2002 et  2016 : X-Files °
- 1993 - 2005 : New York Police Blues
- 1994 - 2000 : La Vie à tout prix
- 1995 - 1996 : The Crew
- 1995 - 1996 : Space 2063
- 1996 - 2000 : Le Caméléon
- 1997 - 2009 : Les Rois du Texas
- 1997 - 1998 : 413 Hope St. (en)
- 1997 - 1998 : Nothing Sacred (en)
- 1997 - 1998 : Le Visiteur
- 1997 - 2002 : Ally McBeal
- 1997 - 2002 : Dharma et Greg
- 1997 - 2003 : Buffy contre les vampires (basée sur le film de 1992) °
- 1997 - 2004 : The Practice : Bobby Donnell et Associés
- 1998 - ... : The Big House
- 1998 - 1999 : Casper
- 1998 - 2000 : The Magic Hour
- 1998 - 2000 : Holding the Baby
- 1998 - 2001 : Un toit pour trois
- 1998 - 2002 : The Hughleys
- 1998 - 2005 : Amy
- 1999 - 2000 : Harsh Realm
- 1999 - 2000 : Stark Raving Mad
- 1999 - 2002 : Roswell
- 1999 - 2002 et 2005 - ... : Les Griffin °
- 1999 - 2003 et 2010 - 2013 : Futurama °
- 1999 - 2004 : Angel

#### 2000 à 2004
- 2000 : Room Service (en)
- 2000 - 2001 : FreakyLinks
- 2000 - 2001 : American High (en)
- 2000 - 2002 : Titus
- 2000 - 2002 : Dark Angel
- 2000 - 2004 : Boston Public
- 2000 - 2004 : Soul Food : Les Liens du sang
- 2000 - 2006 : Oui, chérie !
- 2000 - 2006 : Malcolm
- 2001 : Maisy Mouse
- 2001 : Kate Brasher (en)
- 2001 : The Lone Gunmen : Au cœur du complot
- 2001 : Inside Schwartz (en)
- 2001 - 2006 : The Bernie Mac Show
- 2001 - 2002 : UC: Undercover (en)
- 2001 - 2007 : Reba
- 2001 - 2010 et 2014  : 24 heures chrono °
- 2001 - 2002 : The Education of Max Bickford (en)
- 2002 - 2008 : The Shield
- 2002 : The American Embassy (en)
- 2002 - 2003 : Le Monde merveilleux d'Andy Richter
- 2002 - 2005 : Greg the Bunny
- 2002 - 2003 : Fastlane
- 2002 : Firefly °
- 2002 - 2006 : Une famille presque parfaite
- 2002 : Girls Club (en)
- 2003 : Adam Sullivan
- 2003 - 2004 : Oliver Beene (en)
- 2003 : The Pitts
- 2003 : Charlie Lawrence (en)
- 2003 : Luis (en)
- 2003 : The Brotherhood of Poland, New Hampshire (en)
- 2003 : Miss Match
- 2003 : The Lyon's Den (en)
- 2003 : Married to the Kellys (en)
- 2003 - 2005 : Tru Calling
- 2003 - 2006 : Arrested Development (rem : Netflix + 2 saisons (2013–2019)
- 2004 : Cracking Up (en)
- 2004 : Wonderfalls
- 2004 : The Big House (en)
- 2004 : The Jury
- 2004 : North Shore : Hôtel du Pacifique
- 2004 : Method et Red
- 2004 - 2005 : Les Quintuplés
- 2004 - 2005 : Listen Up! (en)
- 2004 - 2008 : Boston Justice °

#### 2005 à 2009
- 2005 : Point Pleasant, entre le bien et le mal
- 2005 - ... : American Dad! °
- 2005 - 2006 : Jake in Progress (en)
- 2005 - 2006 : Les Lectures d'une blonde
- 2005 : The Inside : Dans la tête des tueurs
- 2005 : Over There
- 2005 : The Law Firm (en)
- 2005 - 2009 : Prison Break °
- 2005 - 2009 : Earl
- 2005 - ... : Bones °
- 2005 : Head Cases (en)
- 2005 - 2014  : How I Met Your Mother °
- 2005 : Kitchen Confidential
- 2006 -  2009 : The Unit : Commando d'élite
- 2006 : Pepper Dennis
- 2006 : Vanished
- 2006 -  2007 : The Loop
- 2006 : Fashion House
- 2006 -  2007 : Standoff : Les Négociateurs
- 2006 -  2008 : Shark
- 2007 : The 1/2 Hour News Hour (en) (Fox News Channel)
- 2007 - 2013 : Burn Notice °
- 2007 : The Wedding Bells (en)
- 2007 : The Winner (en)
- 2007 : Drive
- 2007 : K-Ville
- 2007 : Journeyman
- 2007 - 2008 : Back to You (en)
- 2007 - 2008 : Women's Murder Club
- 2007 - 2009 ... : The Joseph Show
- 2008 : Unhitched (en)
- 2008 : Miss Guided (en)
- 2008 : Do Not Disturb (en)
- 2008 : Bella et ses ex
- 2008 - 2009  : Life on Mars
- 2008 - 2014 : Sons of Anarchy °
- 2009 - 2010 : Dollhouse
- 2009 - 2010 : Better Off Ted
- 2009 : Sit Down, Shut Up
- 2009 - 2013 : The Cleveland Show °
- 2009 - ... : Modern Family °
- 2009 - 2015 : Glee °
- 2009 - 2014 : FBI : Duo très spécial

#### 2010 à 2014
- 2010 : Bailey et Stark
- 2010 : The Deep End
- 2010 : Sons of Tucson
- 2010 : Neighbors from Hell (en) (animé)
- 2010 : Lone Star
- 2010 - 2014 : Raising Hope °
- 2011 - ... : Bob's Burgers ° (animé)
- 2011 : Marchlands
- 2011 : The Chicago Code
- 2011 : Traffic Light
- 2011 : CHAOS
- 2011 : Cherche partenaires désespérément
- 2011 : The Playboy Club
- 2011 - 2018 : New Girl °
- 2011 : Allen Gregory (animé)
- 2011 : Terra Nova °
- 2011 - ... : American Horror Story °
- 2011 - 2021 : C'est moi le chef !
- 2012 : The Finder °
- 2012 : Napoleon Dynamite
- 2012 - 2013 : Touch
- 2012 : Awake
- 2012 - 2013 : Don't Trust the B---- in Apartment 23
- 2012 - 2013 : The New Normal
- 2012 - 2013 : Ben and Kate
- 2012 - 2013 : 1600 Penn
- 2013 : Out There (animé)
- 2013 : Lightfields
- 2013 : How to Live with Your Parents (for the Rest of Your Life)
- 2013 : The Goodwin Games
- 2013 - 2017 : Sleepy Hollow °
- 2013 - 2014 : Dads
- 2013 : Back in the Game
- 2013 - 2014 : Witches of East End
- 2013 - 2014 : The Crazy Ones
- 2014 : Enlisted
- 2014 : Mind Games
- 2014 : Crisis
- 2014 : Gang Related
- 2014 : Friends with Better Lives
- 2014 - 2015 : Cristela

#### 2015 à 2019
- 2015 - 2020 : Empire
- 2015 : Backstrom
- 2015 - 2020 : Bienvenue chez les Huang
- 2015 - 2018 : The Last Man on Earth
- 2015 : Weird Loners
- 2015 - 2017 : The Carmichael Show (avec Universal Television)
- 2015 - 2019 : Life in Pieces
- 2015 : Minority Report (basée sur le film de 2002, co-produit avec Paramount Television)
- 2015 - 2016 : Scream Queens °
- 2015 - 2017 : Rosewood
- 2015 : Grandfathered (avec ABC Studios)
- 2015 - 2016 : The Grinder
- 2016 : Cooper Barrett's Guide to Surviving Life
- 2016 : Second Chance
- 2016 - 2017 : Son of Zorn
- 2016 - ... : This Is Us
- 2016 : Pitch
- 2016 - 2017 : L'Exorciste
- 2017 - 2018 : Very Bad Nanny °
- 2017 : 24 Heures : Legacy °
- 2017 : APB : Alerte d'urgence
- 2017 : Making History
- 2017 : Shots Fired
- 2017 - 2019 :  Legion °
- 2017 - 2019 : The Gifted °
- 2017 - 2018 : Ghosted
- 2017 - ... : The Orville °
- 2018 : LA to Vegas
- 2018 - ... : 9-1-1 °  ( transféré sur le réseau ABC à partir de la 7e saison)
- 2018 - 2023 : The Resident °
- 2018 - 2019 : Rel
- 2018 - 2020 : Single Parents °
- 2018 - 2019 : The Cool Kids
- 2019 : The Passage
- 2019 : Proven Innocent
- 2019 - ...  : Bless This Mess ° (avec ABC Studios)
- 2019 - ...  : Bless the Harts
- 2019 - 2020 : Perfect Harmony
- 2019 : Soundtrack (avec Fox 21)

#### Années 2020
- 2020 - ... : 9-1-1: Lone Star°
- 2020 - ... : Solar Opposites °
- 2020 - ... : Central Park (Apple TV+)
- 2020 - ... : Love, Victor °
- 2020 - ... : Ratched (Netflix)
- 2020 : Hoops (Netflix)
- 2020 : Filthy Rich °
- 2020 - 2023 : Big Sky °
- 2021 - ... : American Horror Stories°
- 2023 : True Lies
- 2024 - ... : Grotesquerie°

Les séries marquées d'un ° sont disponibles sur Disney+ dans un ou plusieurs pays francophones, dont la France et Belgique. Certaines séries produits par 20th Télévision sont des séries Netflix et Apple TV+.